# Francesco Lando
Francesco Lando (zm. 26 grudnia 1427) – włoski kardynał.

## Życiorys
Pochodził z Wenecji. W okresie wielkiej schizmy zachodniej popierał początkowo obediencję rzymską. W 1408 "rzymski" papież Grzegorz XII mianował go patriarchą Grado, jednak już kilka miesięcy później wypowiedział mu posłuszeństwo i wziął udział w Soborze w Pizie. Wybrany wówczas antypapież Aleksander V mianował go patriarchą Konstantynopola, którym pozostał do 1412. Na konsystorzu celebrowanym 6 czerwca 1411 pizanski antypapież Jan XXIII wyniósł go do godności kardynalskiej, przyznając mu tytuł prezbitera Santa Croce in Gerusalemme. Brał udział w Soborze w Konstancji i kończącym Schizmę konklawe 1417. Kamerling Św. Kolegium od lipca 1419 roku. Biskup Sabiny od 1424. Krótko przed śmiercią został archiprezbiterem Bazyliki S. Maria Maggiore. Zmarł w Rzymie.